# Leevaku
Leevaku est un village de la commune de Räpina du comté de Põlva en Estonie.
Au 31 décembre 2011, il compte 155 habitants.